# Konrad Bolesław Niedziałkowski
Konrad Bolesław Niedziałkowski (ur. 1862, zm. 19 czerwca 1925 w Wilnie) – polski działacz polityczny i samorządowy.

## Życiorys
Ukończył Instytut Gospodarstwa Wiejskiego i Leśnictwa w Puławach. Jako student należał do działającej na ziemiach Królestwa Polskiego Międzynarodowej Socjalno-Rewolucyjnej Partii Proletariat (I Proletariat). Później odszedł od swych młodzieńczych przekonań i stał się powszechnie szanowanym obywatelem Wilna, m.in. był pracownikiem Banku Ziemskiego, od 1900 dyrektorem Banku Handlowego, w latach 1907–1908 kierownikiem działu ekonomicznego „Kurjera Litewskiego” – dziennika politycznego, społecznego i literackiego wydawanego w Wilnie. Od 1908 był wiceprezydentem Wilna, a także członkiem Komisji Rewizyjnej Wileńskiego Towarzystwa Rolniczego. Po wkroczeniu wojsk polskich do Wilna w kwietniu 1919 wszedł w skład Komitetu Wykonawczego Odbudowy Uniwersytetu Wilna. Potem w latach 1919–1920 był naczelnikiem Okręgu Wileńskiego Zarządu Cywilnego Ziem Wschodnich, a w latach 1920–1922 członkiem Tymczasowej Komisji Rządzącej Litwy Środkowej. W 1923 był członkiem-założycielem Wileńskiego Oddziału Polskiego Towarzystwa Eugenicznego. Ponadto był Prezesem Wileńskiego Oddziału Spółki Akcyjnej „Polski Lloyd” oraz członkiem Centralnego Zarządu Polskiej Macierzy Szkolnej Ziem Wschodnich.
Konrad Bolesław Niedziałkowski był mężem Heleny z Czajczyńskich, córki uczestnika Powstania Styczniowego, zesłanego do Tweru nad Wołgą, ojcem: Wandy Dobaczewskiej (pisarki), Mieczysława (działacza PPS), Jerzego (starosty średzkiego i jarocińskiego), Haliny (1897–1987) poetki, żony Władysława Zawadzkiego – ministra skarbu i Jana (1907–1952). Jego brat Karol Antoni od 1901 był biskupem katolickim w Diecezji Łucko-Żytomierskiej, a także rektorem Akademii Duchownej w Petersburgu.
Zmarł w Wilnie. Został pochowany na cmentarzu św. Piotra na Antokolu.

## Ordery i odznaczenia
- Krzyż Komandorski Orderu Odrodzenia Polski (29 grudnia 1921)[16][17]